# 론 랜덜

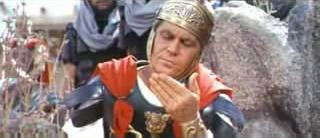

론 랜덜(Ron Randell, 1918년 10월 8일 ~ 2005년 6월 11일)은 오스트레일리아의 배우, 연극 배우, 텔레비전 배우, 영화배우이다.
시드니에서 태어났으며 우들랜드힐스에서 사망하였다. 사인은 뇌졸중이다.

## 방송
- O.S.S.

## 영화
- 테러리스트 (1983년)
- 화이티 (1971년) - 벤자민 니콜슨 역
- 더 세븐 미니츠 (1971년)
- 제5전선 (1966년)
- 아내는 요술쟁이 (1964년)
- 폴로우 더 보이즈 (1963년)
- 지상 최대의 작전 (1962년) - 조 윌리엄스 역
- 왕중왕 (1961년)
- O.S.S. (1957년)
- 에스더 코스텔로의 이야기 (1957년)
- 쉬 크리처 (1956년)
- 나는 카메라 (1955년)
- 키스 미 케이트 (1953년)
- 카르멘의 사랑 (1948년)